# 四棱猪屎豆
四棱猪屎豆（学名：Crotalaria tetragona）为豆科猪屎豆属下的一个种。分布于不丹、印度、缅甸，以及中国的云南和西藏。

## 扩展阅读
- 維基物種上的相關：四棱猪屎豆